# João Ducas (filho de Miguel II)

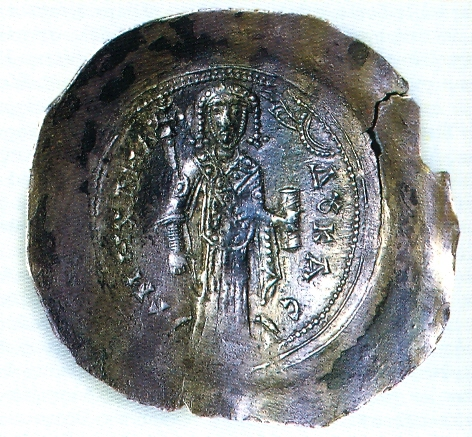
Traqueia escifato de r.

João Ducas (em grego: Ἰωάννης Δούκας; romaniz.: Iōannēs Doukas) foi um dos filhos do déspota do Epiro Miguel II Comneno Ducas (r. 1230–1266/1268) e um general em serviço bizantino. sob Miguel VIII Paleólogo (r. 1259–1282)

## Vida
João foi o segundo filho do déspota do Epiro, Miguel II Comneno Ducas (r. 1230–1266/1268), e Teodora Petralifena. Em 1261, sua mãe levou-se como refém à corte bizantina em Constantinopla, onde casou-se com Tornicina Comnena de primeiro nome desconhecido), a segunda filha do sebastocrator Constantino Tornício. O casal teve ao menos uma filha, Helena, mas o casamento foi infeliz, com João aparentemente desprezando sua esposa. Como resultado, foi preso e cegado em 1280, e cometeu suicídio logo depois.